# Cóclea
La cóclea (del latín cochlea, también conocida como caracol) es como se denomina a la lágena en mamíferos porque aparece enrollada en espiral. Se sitúa en el oído interno. En su interior se encuentra el órgano de Corti, que es el órgano del sentido de la audición. Está dotado de células ciliadas que poseen estereocilios capaces de transformar las vibraciones del sonido en impulsos nerviosos que son enviados hasta el cerebro.
La pérdida auditiva por la lesión de las células ciliadas dentro de la cóclea, es una patología común. 

## Historia
En 1775 Domenico Cotugno diseccionó cócleas y publicó su informe “De aquaeductus auris humanae internae anatomica dissertatio” sobre la estructura anatómica de los acueductos coclear y vestibular, y también su observación de que la cóclea contenía un líquido y no aire.

En 1772 Antonio Scarpa en los estudios anatómicos de la cóclea, describe en detalle la lámina espiral ósea, la serie de finas fibras nerviosas que emanan del nervio coclear y la presencia de las tres escalas, es decir, media, vestíbulo y tímpano.

En 1851 el anatomista y morfólogo italiano Alfonso Corti, luego analizar más de 200 cócleas correspondientes a diferentes animales y humanos, escribió un artículo titulado Recherches sur l'organe de l'ouïe des mammifères (Investigaciones sobre el órgano del oído de los mamíferos), describiendo la estructura. Kolliker el anatomista, denominó «bastones de Corti» a las células de los pilares internos y externos, además el túnel intermedio como «túnel de Corti» en 1852 y por extensión luego se llamó «órgano espiral de Corti».

## Estructura

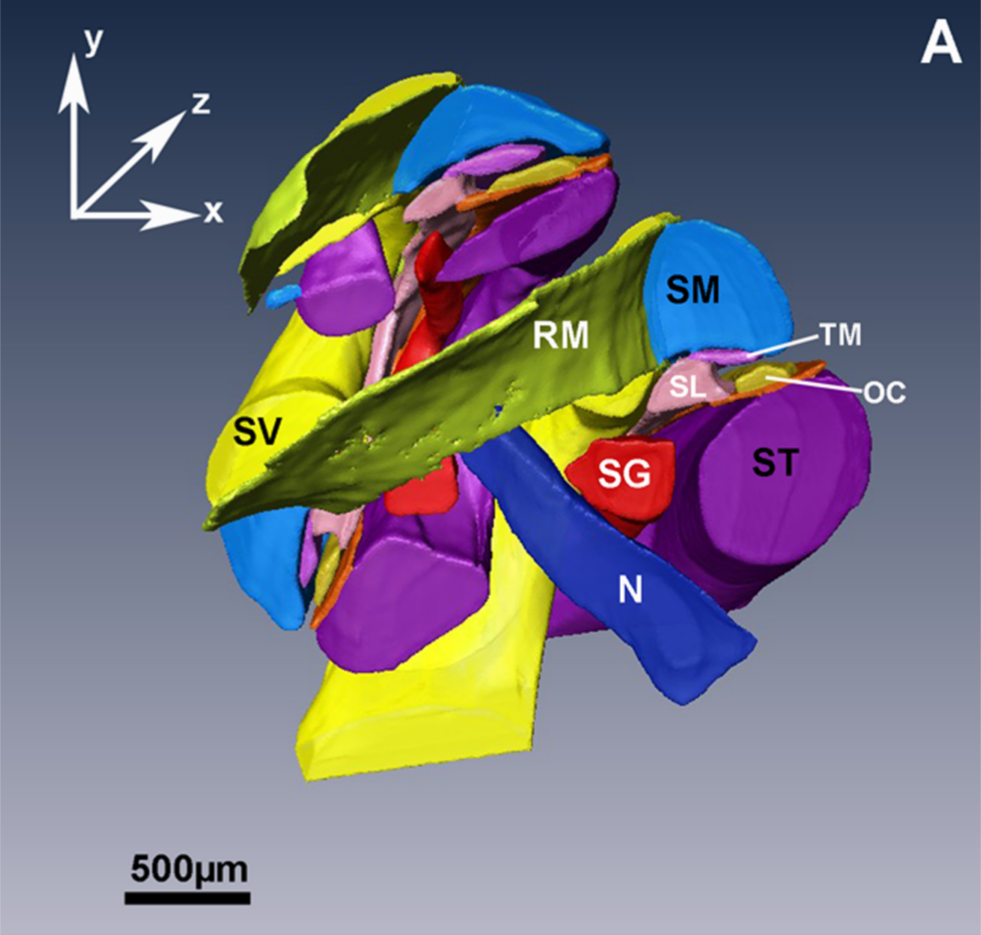
Reconstrucción 3D de una cóclea y corte transversal. SV= rampa vestibular, SM= la rampa media y ST= la rampa timpánica,
RM= membrana de Reisner, TM= membrana tectorial, CO= órgano de Corti

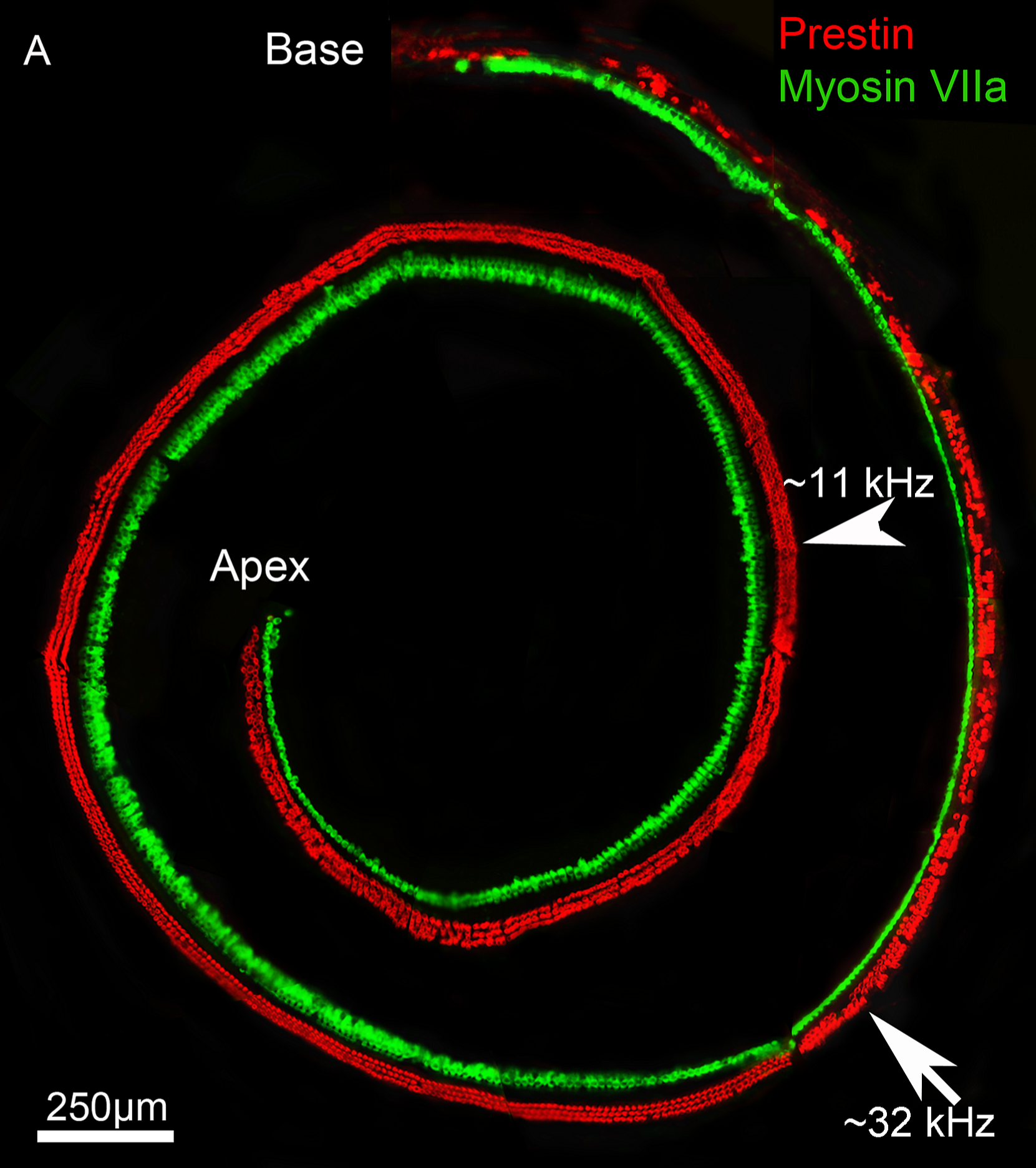
Células ciliadas dentro de la cóclea.

La cóclea está formada por tres cámaras longitudinales llenas de fluido: la rampa timpánica y la rampa vestibular contienen perilinfa, y la rampa media o coclear contiene endolinfa. La rampa timpánica se comunica con la vestibular en el helicotrema, el vértice de la concha del caracol.

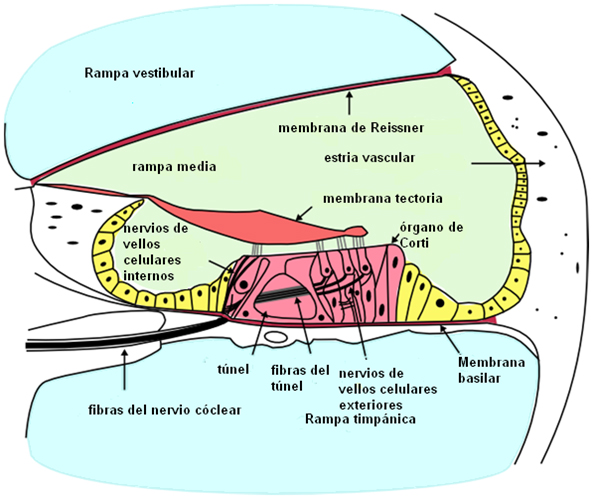
Corte transversal.

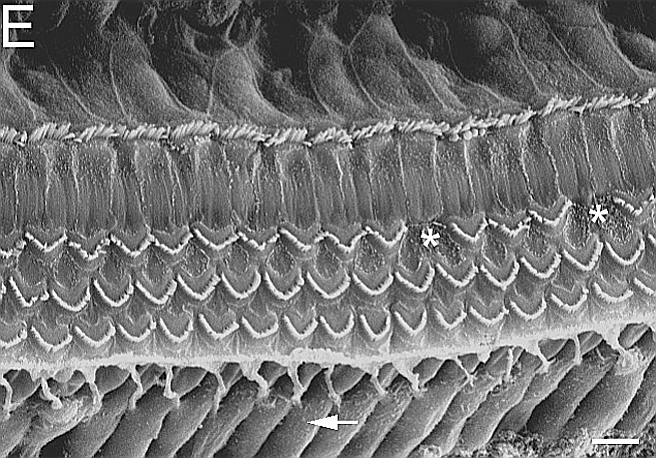
Células ciliadas internas y externas del Órgano de Corti. Vista de superficie apical con estereocilios.

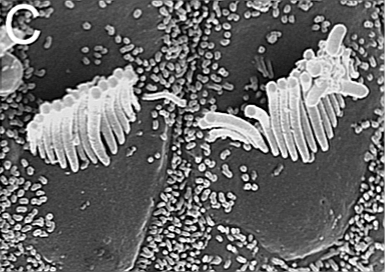
Estereocilias de células externas del órgano de Corti.

Estas tres cámaras están separadas por dos membranas: la membrana de Reissner, entre la rampa vestibular y la rampa media o coclear; y la membrana basilar, entre la rampa media o coclear y la rampa timpánica. Es en la membrana basilar donde descansa el órgano de Corti con las células ciliadas (que son los receptores auditivos). El eje en torno al cual se enrolla la cóclea se conoce como modiolo o columela. Junto a él está el ganglio espiral de Corti de donde parte el nervio auditivo (VIII par craneal).

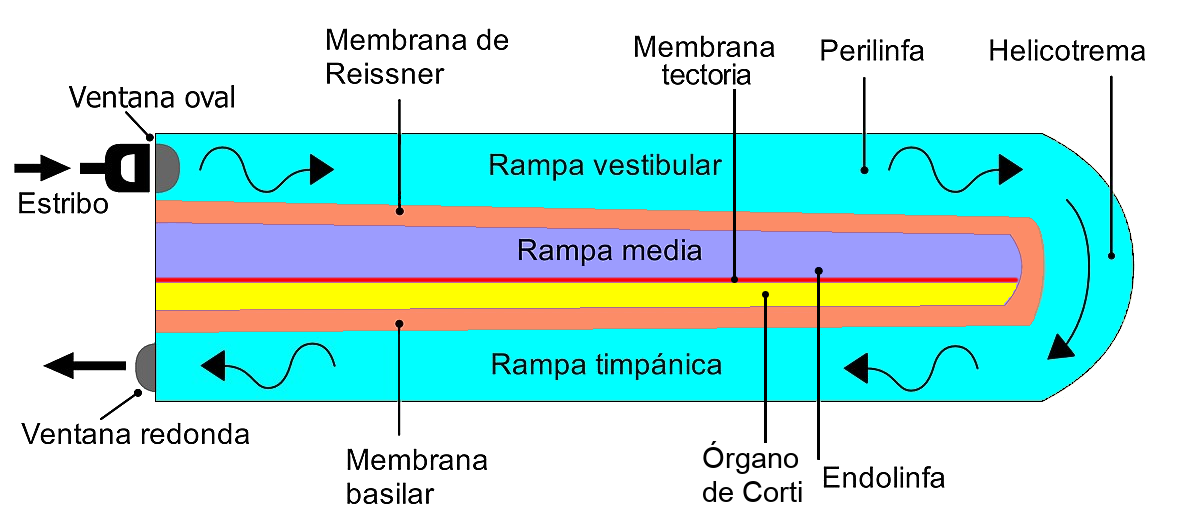
Vista longitudinal de la cóclea en la que son visibles las rampas, las mebranas, el helicotrema y el órgano de Corti.